# Phylloteles socialis
Phylloteles socialis är en tvåvingeart som beskrevs av Zumpt 1976. Phylloteles socialis ingår i släktet Phylloteles och familjen köttflugor. Inga underarter finns listade i Catalogue of Life.